# Songnen Pingyuan
Songnen Pingyuan är en slätt i Kina. Den ligger i provinsen Heilongjiang, i den nordöstra delen av landet, omkring 150 kilometer nordväst om provinshuvudstaden Harbin.
Genomsnittlig årsnederbörd är 739 millimeter. Den regnigaste månaden är juli, med i genomsnitt 211 mm nederbörd, och den torraste är januari, med 4 mm nederbörd.